# تیگران جاراکیان
تیگران کاراپتی جاراکیان (ارمنی: Տիգրան Կարապետի Ջարակյան؛ زادهٔ ۳۱ اوت ۱۹۰۹ - درگذشته ۲۱ اوت ۱۹۹۶) یک فرد نظامی، استاد، رادیولوژیست و فیزیولوژیست اهل ارمنستان بود.

## زندگی‌نامه
در ۳۱ اوت ۱۹۰۹ در سنت پترزبورگ به دنیا آمد و از آکادمی پزشکی نظامی کیروف (۱۹۴۷) فارغ‌التحصیل شد. وی همچنین برنده نشان شایستگی نبرد، نشان ستاره سرخ (۱۹۴۷, ۱۹۵۲)، مدال دفاع از لنینگراد (۱۹۴۲)، نشان جنگ میهنی (درجه یک) (۱۹۸۵) و مدال به خاطر پیروزی مقابل آلمان در جنگ بزرگ میهنی (۱۹۴۵–۱۹۴۱) یک شده است. وی در ۲۱ اوت ۱۹۹۶ در سن ۸۶ سالگی در سنت پترزبورگ درگذشت.